# Rutherfordův model atomu

Rutherfordův model atomu.

Rutherfordův model atomu (též planetární model atomu) je model atomu, který navrhl Ernest Rutherford v roce 1911 na základě analýzy experimentů Geigera a Marsdena. V tomto modelu je atom složen z velmi malého hmotného jádra, kolem nějž obíhají elektrony ve vzdálenosti cca 10000krát větší než je poloměr jádra atomu.

## Experiment
V letech 1909–1910 prováděli Hans Geiger a Ernest Marsden rozptylové experimenty částic alfa a beta.
Mimo jiné ozařovali alfa částicemi zlatou a platinovou fólii, jejichž tloušťka byla v řádu 10−6 metrů (cca 10000 atomových vrstev). V těchto experimentech zjistili, že většina alfa částic není atomy fólie příliš ovlivněna a že střední odchylka od původního směru pohybu alfa částic způsobená fólií je přibližně 1°. Nicméně si Geiger a Marsden všimli, že určité množství alfa částic (cca 1 z 20000 pro zlatou fólii) neprošlo fólií a byly rozptýleny o úhel větší než 90°. Tento poznatek byl rozhodující pro pozdější Rutherfordovu interpretaci experimentu a vytvoření planetárního modelu atomu.

## Analýza experimentu

### Rutherfordův rozptyl
Rutherford předpokládal, že alfa částice mající náboj +2e interagují s atomy fólie pouze elektricky, tedy v souladu s Coulombovým zákonem. Na základě tohoto předpokladu odvodil vzorec, který z celkového počtu nalétávajících alfa částic určí počet alfa částic, které atom fólie odchýlí o úhel {\displaystyle \theta }. Dnes se používá spíše diferenciální tvar tohoto vzorce a určuje veličinu, která se nazývá diferenciální srážkový průřez Rutherfordova rozptylu
{\displaystyle d\sigma =\left({\frac {Z\alpha m}{2p^{2}}}\right)^{2}\cdot {\frac {d\Omega }{\sin ^{4}\left({\frac {\theta }{2}}\right)}},}
kde {\displaystyle U(r)=Z\alpha /r} je coulombovský potenciál, {\displaystyle m} je hmotnost nalétávající částice alfa, {\displaystyle p} je hybnost částice alfa, {\displaystyle \theta } je úhel rozptylu a {\displaystyle \Omega } je prostorový úhel.

### Koincidence úspěchu
K objevení malého hmotného atomového jádra a správné interpretaci rozptylových experimentů, přispěly mimo jiné následující skutečnosti:
- Rutherford předpokládal, že Coulombův zákon, který byl ověřen pro vzdálenosti větší než 10−3 m, je platný i v případě atomárních vzdáleností.
- Účinný průřez elektricky nabitých částic odvozený v rámci kvantové mechaniky dává stejný vzorec jako Rutherfordův vzorec odvozený v rámci klasické fyziky.

Kdyby některá z těchto skutečností neplatila, pak by interpretace Geigerových a Marsdenových experimentů byla významně obtížnější.

## Nevýhody modelu
Hlavním problémem Rutherfordova modelu je stabilita atomu. Pokud by se elektrony pohybovaly kolem hmotného jádra, podobně jako planety kolem centra soustavy, pak by byly dostředivě urychlovány a podle klasické elektromagnetické teorie by měly vyzařovat energii ve formě elektromagnetických vln. Vyzařování by mělo snižovat energii elektronu a tedy by se elektron měl postupně přibližovat k jádru atomu až by měl na jádro spadnout. V případě atomu vodíku by stačilo pouhých 10−16 sekundy, aby elektron na jádro spadl.
Z experimentu ale vyplývá, že atomy vodíku jsou stabilní. Tento problém vyřešil až Bohrův model atomu.